# ペーター・フェルディナント・フォン・エスターライヒ＝トスカーナ
ペーター・フェルディナント・フォン・エスターライヒ＝トスカーナ（ドイツ語: Peter Ferdinand von Österreich-Toskana, 1874年5月12日 - 1948年11月8日）は、オーストリア＝ハンガリー帝国の皇族、軍人。1942年よりトスカーナ大公家の家長であった。

## 生涯
最後のトスカーナ大公フェルディナンド4世とその2番目の妃のパルマ公女アリツィア（カルロ3世の次女）の間の三男として、ザルツブルクで生まれた。
ペーター・フェルディナントは他の皇族男子と同じく軍人の道を歩み、1908年には第66歩兵連隊の連隊長（大佐）となった。1911年には少将、1914年には中将に昇進して第25師団の師団長となり、第一次世界大戦ではガリツィアやポーランドなどの前線で戦った。しかし翌1915年、ペーター・フェルディナントは師団長の地位を解任され、代わってモーリッツ・フォン・アウフェンベルクが師団長の地位に就いた。退任後のペーター・フェルディナントは1915年のコマルフの戦いでロシア第5軍による包囲を阻止する作戦に従事している。1917年、歩兵隊司令官の地位を与えられたペーター・フェルディナントは、第5軍団の司令官の一人としてケルンテンの前線に赴いた。終戦時はトリエントで最高司令官の代理として第10軍を率いていた。
芸術的才能の豊かだった大公は、第一次大戦後はスイスのルツェルンで亡命生活を送り、1935年になってオーストリアに帰国することができた。1942年に兄のヨーゼフ・フェルディナント大公が亡くなると、トスカーナ大公家家長となった。1948年、ザンクト・ギルゲンにおいて74歳で死去した。

## 子女
1900年11月8日、両シチリア王家家長カゼルタ伯アルフォンソの次女マリーア・クリスティーナと結婚し、ホーフブルク宮殿のステファニー皇太子妃の翼で婚礼を執り行った。マリア・クリスティーナとの間に2男2女を儲けた。
- ゴットフリート（英語版）（1902年 - 1984年） - トスカーナ大公家家長、1938年にバイエルン王女ドロテア（英語版）と結婚
- ヘレーネ（英語版）（1903年 - 1924年） - 1923年、ヴュルテンベルク王家家長フィリップ・アルブレヒトと結婚
- ゲオルク（チェコ語版）（1905年 - 1952年） - 1936年、ヴァルトブルク・ツー・ツァイル・ウント・ホーエネムス伯爵夫人マリー・ヴァレリーと結婚
- ローザ（英語版）（1906年 - 1983年） - ヴュルテンベルク王家家長フィリップ・アルブレヒト（姉の寡夫）と結婚

ペーター・フェルディナントと家族（1909年頃）